# Ньяя-сутры
Ньяя-сутры (IAST: Nyāya Sūtras) — базовый текст индийской ортодоксальной философской школы ньяи. Ввиду типичной для таких сутр лапидарности текста он не может быть понят без комментария.
Его автором считается Акшапада, ученик брахмана Сомашармана, он же Гаутама (Готама), то есть либо сам риши из рода Ангирасов, автор гимнов «Ригведы» I 74-93, либо один из его потомков, именуемый также Диргхатапас, но в любом случае о нём неизвестно ничего, кроме легенд.
Датировка сутр спорна, предлагались даты от VI века до н. э. до IV века н. э., предполагалось также, что формирование текста заняло весь этот период. В. К. Шохин считает, что фиксация текста произошла на рубеже III—IV века н. э., незадолго до появления первых комментариев к нему.

## Структура текста[4]
Текст состоит из пяти разделов, каждый из которых делится на пять частей. В первом разделе рассматриваются 16 основных падартх ньяи.
Если первый и пятый разделы носят почти исключительно монологический характер (хотя комментарии вводят и сюда диалоги, особенно в первый раздел), то второй, третий и четвёртый разделы вполне диалогичны.
- Раздел 1, часть 1.
  - Характеризуются источники знания (прамана) (3-8),
  - предметы знания (прамея) (9-22),
  - сомнения (саншая), мотивы (прайоджана) и примеры (дриштанта) (23-25),
  - доктрина (сиддханта) (26-31),
  - члены силлогизма (аваява) (32-39),
  - рефлексия (тарка) и удостоверенность (нирная) (40-41).
- Раздел 1, часть 2.
  - Характеризуются разновидности дискуссии: диспут (вада), софистика (джалпа) и эристика (витанда) (1-3),
  - псевдоаргументы (хетвабхаса) (4-9),
  - словесные ухищрения (чхала), причем происходит краткий спор (10-17),
  - псевдоответы (джати) и причины поражения в споре (ниграхастхана) (18-20).
- Раздел 2, часть 1.
  - Анализ сомнения и дискуссия с абстрактным оппонентом (1-7),
  - дискуссия со сторонником мадхьямики об источниках знания (8-20),
  - дискуссия о восприятии с оппонентом (21-32),
  - дискуссия о целом и частях с буддистом (33-37),
  - дискуссия об умозаключении с материалистом (38-39),
  - дискуссия о настоящем времени (40-44)
  - и о сравнении (45-49) с неким оппонентом,
  - дискуссия о слове с мимансаком (50-57)
  - и о ведийских мантрах с настиком (58-69).
- Раздел 2, часть 2.
  - Дискуссия с мимансаком о числе источников знания (1-12),
  - о концепции вечности звука с мимансаком (13-39),
  - о возможности изменения звука с санкхьяиком (40-59),
  - дискуссия о значении слова с тремя оппонентами (60-71).
- Раздел 3, часть 1.
  - Отличие атмана-души от индрий-органов чувств (1-3),
  - спор с буддистом об отличии атмана от тела (4-6),
  - спор с буддистом о единстве зрительной способности (7-14)
  - и об отличии атмана от манаса-разума (15-17),
  - спор с материалистом о вечности атмана (18-26),
  - рассуждение о составе тела (27-31),
  - спор с санкхьяиком о происхождении индрий (32-51),
  - спор с оппонентом о множественности индрий (52-61)
  - и об объектах индрий (62-73).
- Раздел 3, часть 2.
  - Спор с санкхьяиком о вечности познания-буддхи (1-9),
  - спор с буддистом о доктрине мгновенности (10-17),
  - спор с буддистом о познании как атрибуте атмана, после чего перечисляются 22 вспомогательные причины памяти (18-41)
  - и с условным оппонентом о делимости познания (42-45),
  - спор с материалистом об отличии познания от свойств тела (46-55),
  - краткое рассуждение о манасе (56-59),
  - спор с материалистом о причинах возникновения тела (60-72).
- Раздел 4, часть 1.
  - Спор с оппонентом о числе дефектов познания (1-9),
  - с санкхьяиком о перевоплощении (10-13),
  - с буддистом о несуществовании причины (14-18),
  - упоминаются учения об Ишваре (боге-творце) как причине (19-21) и о беспричинности (22-24),
  - обсуждаются буддийское учение о том, что всё преходяще (25-28),
  - учение материалиста о том, что всё вечно (29-33),
  - затем буддийское учение о всеобщей партикулярности (34-36),
  - учение мадхьямиков о всеобщей пустотности (37-40) — эти четыре позиции индологи называют «односторонними генерализациями»[6],
  - спор о числе объектов познания (41-43),
  - дискуссия с настиком и мадхьямиком о «плодах» действий (44-54),
  - излагается учение о страдании (55-58) и спор об освобождении (59-68).
- Раздел 4, часть 2.
  - Кратко характеризуется причина истинного познания (1-3),
  - дискуссия с буддистом о частях и целом (4-17) и о неделимости атомов (18-25),
  - спор с виджнянавадином об отрицании внешних вещей (26-37),
  - спор с оппонентом о достижении истинного знания и ограждении его (38-51).
- Раздел 5, часть 1.
  - Называются 24 типа псевдоответов (1-3),
  - затем они монологически характеризуются (4-38),
  - и в кратком споре выделяются шесть ступеней псевдодискуссии (39-43).
- Раздел 5, часть 2.
  - Называются 22 причины поражения в споре (1),
  - затем они монологически характеризуются (2-24).

## Комментарии
Первый и классический комментарий известен как «Ньяя-бхашья» Ватсьяяны (IV—V века). Комментарии Бхававивикты и Вишварупы (V—VI века) не сохранились. Известен комментарий Уддйотакары (VI или VII век) и надкомментарий Вачаспати Мишры (IX век), который разделил текст на 84 параграфа-пракараны и закрепил деление на 528 сутр.

## Публикации
Основные издания текста:
- Nandalal Sinha, Mahamahopadhyaya Satisa Chandra Vidyabhusana, The Nyaya Sutras of Gotama, Allahabad, 1913. The sacred books of the Hindus, 1930; Motilal Banarsidass, 1990 reprint, ISBN 978-81-208-0748-8; Munshiram Manoharlal reprint, 2003, ISBN 978-81-215-1096-7.
- Ganganatha Jha, Nyaya- Sutras of Gautama (4 vols.), Motilal Banarsidass, 1999 reprint, ISBN 978-81-208-1264-2.

Переводы:
- Английский перевод Ганганатха Джха. Пуна, 1913. Дели, 1984.
- Английский перевод Пханибхушаны Таркавагиши. Калькутта, 1967—1976.
- Английский перевод М. Гангопадхьяи. Калькутта, 1982.
- Немецкий перевод: Gautama: Die Nyayasutras. Text, Ubersetzung, Erklärungen und Glossar von W. Ruben. Lpz, 1928.
- Русский перевод: Ньяя-сутры. Ньяя-бхашья. / Пер., вступ. ст. и комм. В. К. Шохина. (Серия «Памятники письменности Востока». Вып.123) — М., Восточная литература, 2001. — 504 с. (в примечаниях: Шохин 2001; рецензия Архивная копия от 21 мая 2014 на Wayback Machine)

Специальные исследования (см. также в статье Ньяя):
- Оленев Д. В. Древнеиндийский органон познания (перевод Ньяябхашьи I.1.1). — В: Парибок А. В., Оленев Д. В. Введение в древнеиндийский органон познания // История философии : журнал. — 2000. — № 7. — С. 108—131.
- Meuthrat A. Untersuchungen zur Kompositionsgeschichte der Nyayasutras. Wurzburg, 1996.
- Oetke C. Zur Methode der Analyse philosophischer Sūtratexte. Die Pramana Passagen der Nyayasutren. Reinbek, 1991.
- Preisendanz K. Studien zu Nyayasutra III.1 mit dem Nyayatattvaloka Vacaspati Misras II. Teil 1-2. Stuttgart, 1994.

## Комментарии
1. ↑  В. К. Шохин в своём комментированном переводе ньяя-сутр считает, что эти 16 падартх не достигли ещё стадии философских категорий и относит их к нормативным тематическим топикам (см. Шохин 2001, с. 92). При этом падартхи нередко называют философскими категориями, хотя они имеют мало общего с аристотелевскими категориями либо с этим термином в западной философии, а статус категорий приобретают лишь у комментатора Ватсьяяны (см. Шохин 2001, с. 20-35). Частично эта проблема (категории или всё же topic, топики) затрагивается Д. В. Оленевым в предисловии к его переводу Ньяябхашьи I.1.1.)[5].